# Großer Preis der Niederlande 1953

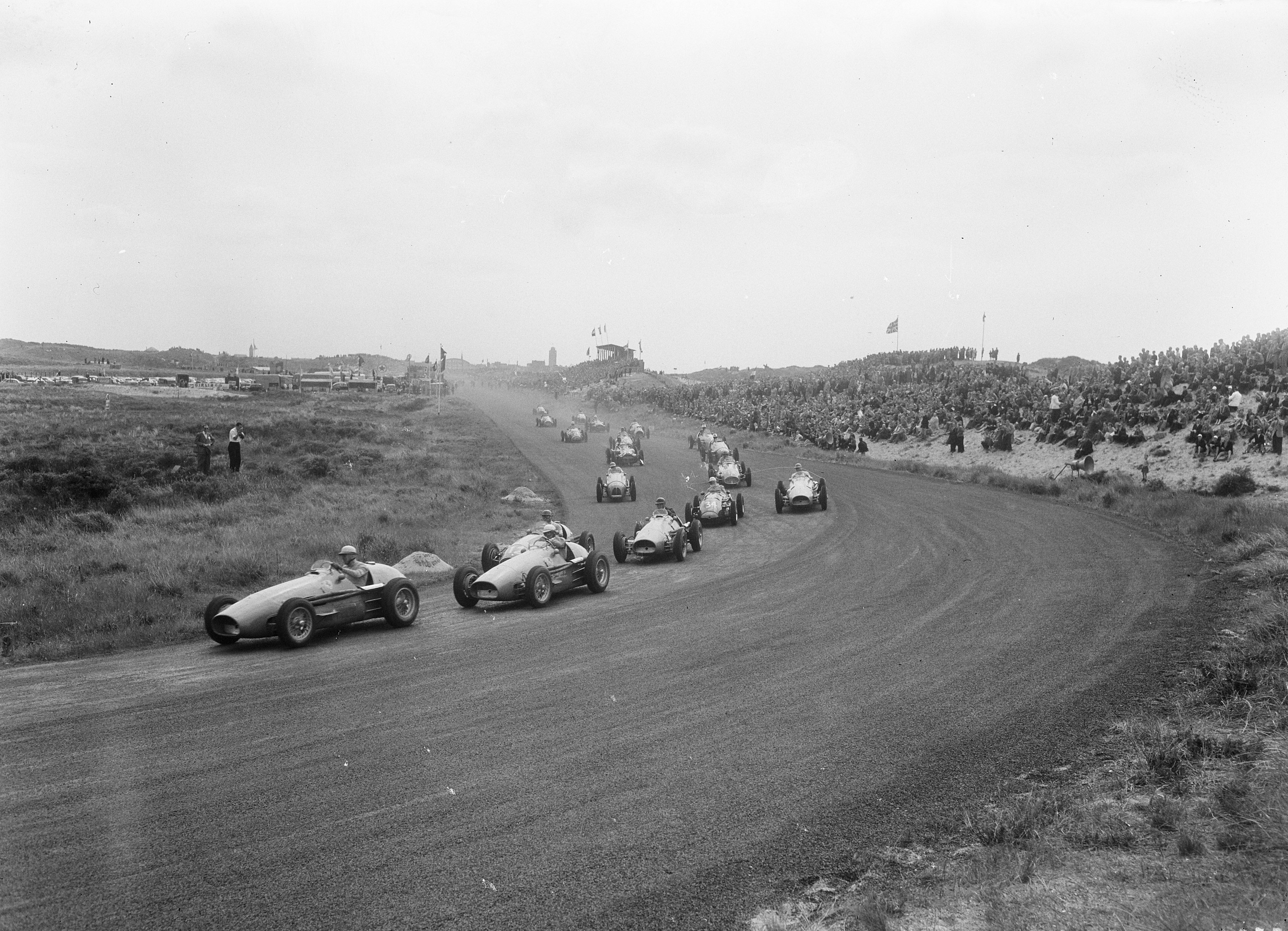
Rennszene

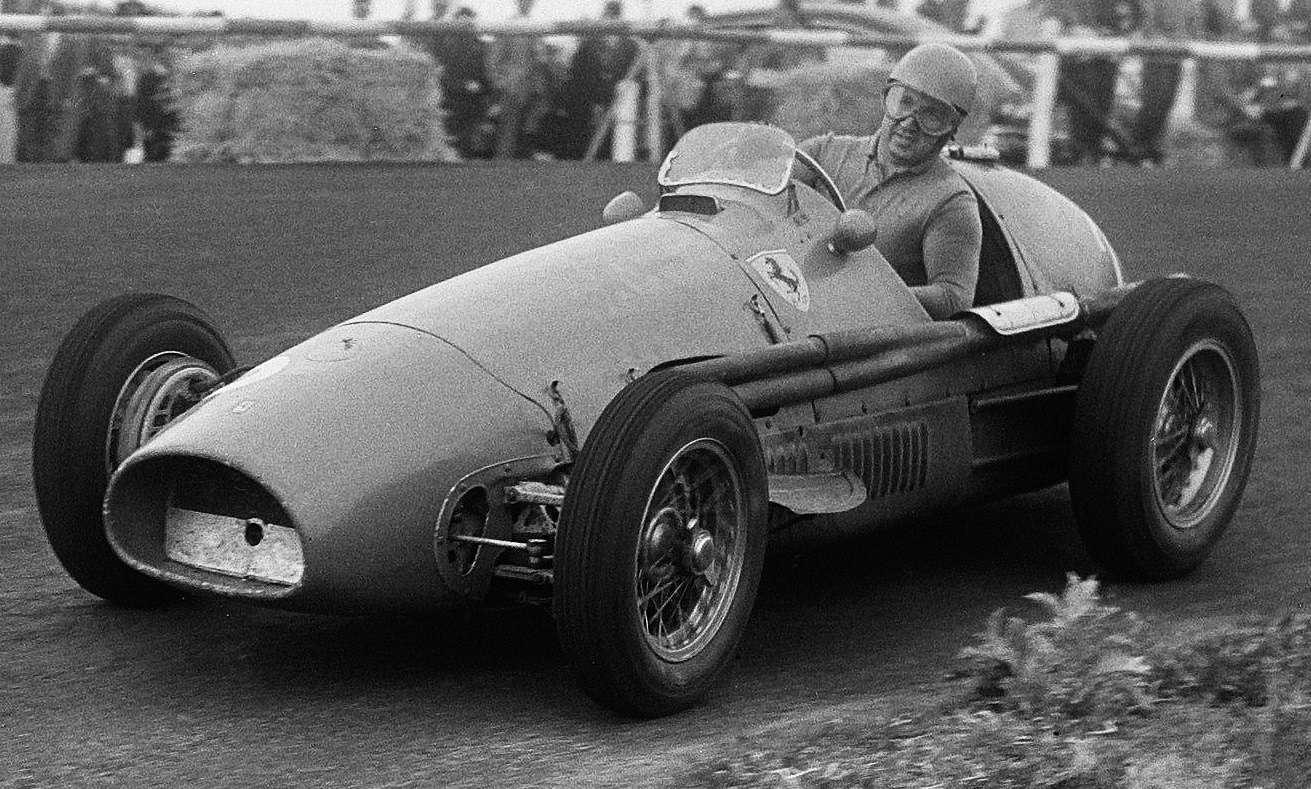
Alberto Ascari im Ferrari 500

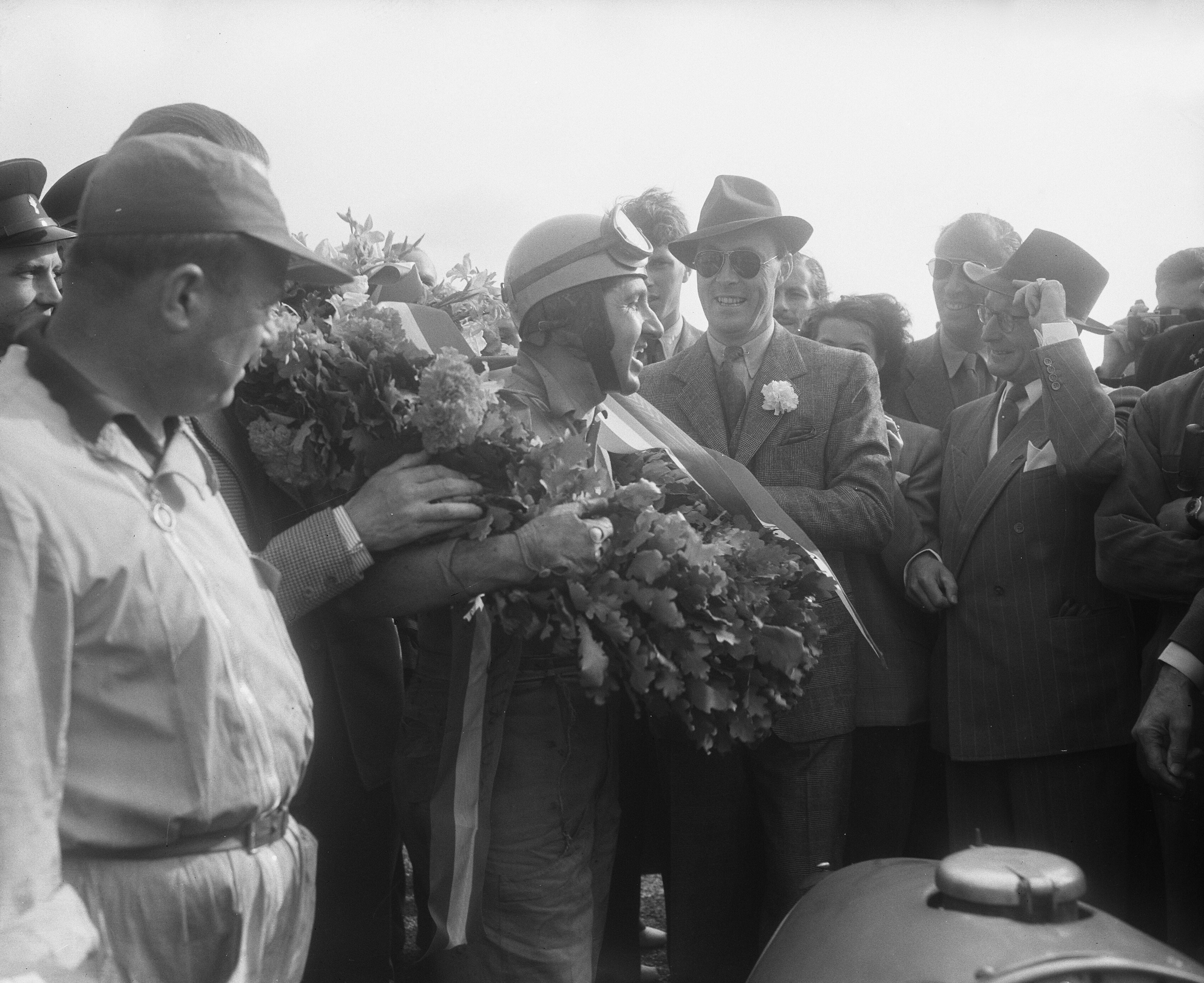
Der Sieger Alberto Ascari mit Prinz Bernhard nach dem Rennen

Der Große Preis der Niederlande 1953 (offiziell IV Grote Prijs van Nederland) fand am 7. Juni auf dem Circuit Park Zandvoort in Zandvoort statt und war das dritte Rennen der Automobil-Weltmeisterschaft 1953.

## Bericht

### Hintergrund
Nach dem 37. Indianapolis 500 führten Alberto Ascari und Bill Vukovich in der Fahrerwertung mit drei Punkten vor Luigi Villoresi und Art Cross.
In den vier Monaten, die zwischen dem argentinischen und dem niederländischen Grand Prix lagen, fanden einige nicht zur Weltmeisterschaft zählende Läufe statt, die andeuteten, dass Maserati den Ferrari ein nahezu ebenbürtiger Gegner ist.
Ferrari meldete zum Rennen die vier Stammfahrer Ascari, Giuseppe Farina, Villoresi und Mike Hawthorn. Einen privaten Ferrari steuerte Louis Rosier. Den vier Maserati-Werks-Piloten standen die neuen Fahrzeuge vom Typ A6SSG zur Verfügung. Diese leisteten jetzt mit 190 PS genauso viel wie die Ferrari. Ihr größter Vorteil war jedoch der große Tank, der es jetzt erlaubte, eine Renndistanz ohne Nachtanken zu bewältigen.
Beunruhigt durch zahlreiche technische Mängel, die zu Unfällen führten, hatte sich Robert Manzon entschlossen, das Gordini-Team zu verlassen. Das Team trat daher nur mit Maurice Trintignant, Harry Schell und dem Newcomer Roberto Mieres an. Wieder mit dabei war das Connaught-Team, das Stirling Moss, Kenneth McAlpine und Rox Salvadori ins Rennen schickte.
Mit Rosier (zweimal), Ascari und Villoresi (jeweils einmal) traten drei ehemalige Sieger zu diesem Grand Prix an.

### Training
Der Kurs von Zandvoort wurde nur eine Woche vor dem Rennen frisch asphaltiert. Auf der Strecke lagen noch viele Kieselsteine, die, hochgewirbelt, die Fahrer im Training stark behinderten. Viele nutzten daher vergitterte Windschutzscheiben. Das Training geriet zu dem erwarteten Duell zwischen den Ferrari- und Maserati-Piloten aus dem Ascari mit einem Vorsprung von 1,6 Sekunden auf Juan Manuel Fangio als Sieger hervorging. Farina komplettierte die erste Reihe, José Froilán González und Villoresi standen in der Zweiten.

### Rennen
Ascari gelang der beste Start und er zog dem Feld unaufhaltsam davon. Dahinter entwickelte sich aber ein ereignisreiches Rennen. Villoresi lag an zweiter Stelle vor Farina und Fangio, der auf die beiden Ferrari keinen Boden gutmachen konnte. González hatte einen ganz schlechten Start und lag am Ende der ersten Runde auf Platz 14, holte sich aber nach und nach Positionen zurück. Am Ende der siebten Runde fuhr er schon wieder auf Platz sechs und schloss zu Hawthorn auf, konnte ihn kurzzeitig sogar überholen, aber in der 23. Runde brach seine Hinterachse direkt hinter den Boxen. Daraufhin wurde Teamkollege Felice Bonetto an die Box gerufen und übergab seinen Wagen. Von Platz neun aus startete er erneut eine Aufholjagd, die ihn bis auf dem dritten Platz nach vorne brachte. Er hatte gegenüber Hawthorn, der auf dem vierten Platz einkam, eine ganze Runde aufgeholt.
Fangio und Villoresi schieden im Verlauf des Rennens aus, während Ascari einem ungefährdeten Sieg entgegenfuhr.
In der Fahrerwertung übernahm Ascari wieder die alleinige Führung vor Vukovich, alleiniger Dritter war nun Villoresi.

## Meldeliste
| Team                      | Nr. | Fahrer                  | Chassis            | Motor           | Reifen |
| ------------------------- | --- | ----------------------- | ------------------ | --------------- | ------ |
| Scuderia Ferrari          | 02  | Alberto Ascari          | Ferrari 500        | Ferrari 2.0 L4  | P      |
| Scuderia Ferrari          | 04  | Luigi Villoresi         | Ferrari 500        | Ferrari 2.0 L4  | P      |
| Scuderia Ferrari          | 06  | Giuseppe Farina         | Ferrari 500        | Ferrari 2.0 L4  | P      |
| Scuderia Ferrari          | 08  | Mike Hawthorn           | Ferrari 500        | Ferrari 2.0 L4  | P      |
| Ecurie Rosier             | 10  | Louis Rosier            | Ferrari 500        | Ferrari 2.0 L4  | D      |
| Officine Alfieri Maserati | 12  | Juan Manuel Fangio      | Maserati A6GCM     | Maserati 2.0 L6 | P      |
| Officine Alfieri Maserati | 14  | José Froilán González   | Maserati A6GCM     | Maserati 2.0 L6 | P      |
| Officine Alfieri Maserati | 16  | Felice Bonetto          | Maserati A6GCM     | Maserati 2.0 L6 | P      |
| Enrico Platé              | 18  | Emmanuel de Graffenried | Maserati A6SSG     | Maserati 2.0 L6 | P      |
| Equipe Gordini            | 20  | Harry Schell            | Gordini T16 (1952) | Gordini 2.0 L6  | E      |
| Equipe Gordini            | 22  | Roberto Mieres          | Gordini T16 (1952) | Gordini 2.0 L6  | E      |
| Equipe Gordini            | 24  | Maurice Trintignant     | Gordini T16 (1952) | Gordini 2.0 L6  | E      |
| Equipe Gordini            | 40  | Fred Wacker             | Gordini T16 (1952) | Gordini 2.0 L6  | E      |
| Connaught                 | 26  | Roy Salvadori           | Connaught A        | Francis 2.0 L4  | D      |
| Connaught                 | 28  | Kenneth McAlpine        | Connaught A        | Francis 2.0 L4  | D      |
| Connaught                 | 34  | Stirling Moss           | Connaught A        | Francis 2.0 L4  | D      |
| Ecurie Belge              | 30  | Johnny Claes            | Connaught A        | Francis 2.0 L4  | E      |
| Ken Wharton               | 32  | Ken Wharton             | Cooper T23         | Bristol 2.0 L6  | D      |
| HWM                       | 36  | Peter Collins           | HWM 53             | Alta 1.5        | D      |
| HWM                       | 38  | Lance Macklin           | HWM 53             | Alta 1.5        | D      |

## Klassifikation

### Startaufstellung
| Pos. | Fahrer                  | Konstrukteur | Zeit       | Startreihe |
| ---- | ----------------------- | ------------ | ---------- | ---------- |
| 01   | Alberto Ascari          | Ferrari      | 1:51,1     | 1 R        |
| 02   | Juan Manuel Fangio      | Maserati     | 1:52,7     | 1 M        |
| 03   | Giuseppe Farina         | Ferrari      | 1:53,0     | 1 L        |
| 04   | Luigi Villoresi         | Ferrari      | 1:53,7     | 2 R        |
| 05   | José Froilán González   | Maserati     | 1:54,1     | 2 L        |
| 06   | Mike Hawthorn           | Ferrari      | 1:54,9     | 3 R        |
| 07   | Emmanuel de Graffenried | Maserati     | 1:58,7     | 3 M        |
| 08   | Louis Rosier            | Ferrari      | 1:59,5     | 3 L        |
| 09   | Stirling Moss           | Connaught    | 2:00,0     | 4 R        |
| 10   | Harry Schell            | Gordini      | 2:00,1     | 4 L        |
| 11   | Roy Salvadori           | Connaught    | 2:00,5     | 5 R        |
| 12   | Maurice Trintignant     | Gordini      | 2:01,2     | 5 M        |
| 13   | Felice Bonetto          | Maserati     | 2:01,5     | 5 L        |
| 14   | Kenneth McAlpine        | Connaught    | 2:01,9     | 6 R        |
| 15   | Lance Macklin           | H.W.M.       | 2:02,4     | 6 L        |
| 16   | Peter Collins           | H.W.M.       | 2:03,1     | 7 R        |
| 17   | Johnny Claes            | Connaught    | 2:03,9     | 7 M        |
| 18   | Ken Wharton             | Cooper       | 2:06,4     | 7 L        |
| 19   | Roberto Mieres          | Gordini      | 2:08,5     | 8 M        |
| 20   | Fred Wacker             | Gordini      | keine Zeit | –          |

### Rennen
| Pos. | Fahrer                  | Konstrukteur | Runden | Zeit       | Start | Schnellste Runde |
| ---- | ----------------------- | ------------ | ------ | ---------- | ----- | ---------------- |
| 01   | Alberto Ascari          | Ferrari      | 90     | 2:53:35,8  | 01    |                  |
| 02   | Giuseppe Farina         | Ferrari      | 90     | + 10,4     | 03    |                  |
| 03   | Felice Bonetto          | Maserati     | 25     | + 1 Runde  | 13    |                  |
| 03   | José Froilán González   | Maserati     | 64     | + 1 Runde  | 13    |                  |
| 04   | Mike Hawthorn           | Ferrari      | 89     | + 1 Runde  | 06    |                  |
| 05   | Emmanuel de Graffenried | Maserati     | 88     | + 2 Runden | 07    |                  |
| 06   | Maurice Trintignant     | Gordini      | 87     | + 3 Runden | 12    |                  |
| 07   | Louis Rosier            | Ferrari      | 86     | + 4 Runden | 08    |                  |
| 08   | Peter Collins           | H.W.M.       | 84     | + 6 Runden | 16    |                  |
| 09   | Stirling Moss           | Connaught    | 83     | + 7 Runden | 09    |                  |
| –    | Luigi Villoresi         | Ferrari      | 66     | DNF        | 04    | 1:52,8 (59.)     |
| –    | Kenneth McAlpine        | Connaught    | 63     | DNF        | 14    |                  |
| –    | Harry Schell            | Gordini      | 59     | DNF        | 10    |                  |
| –    | Johnny Claes            | Connaught    | 52     | DNF        | 17    |                  |
| –    | Juan Manuel Fangio      | Maserati     | 36     | DNF        | 02    |                  |
| –    | Roberto Mieres          | Gordini      | 28     | DNF        | 19    |                  |
| –    | José Froilán González   | Maserati     | 22     | DNF        | 05    |                  |
| –    | Ken Wharton             | Cooper       | 19     | DNF        | 18    |                  |
| –    | Roy Salvadori           | Connaught    | 14     | DNF        | 11    |                  |
| –    | Lance Macklin           | H.W.M.       | 7      | DNF        | 15    |                  |
| DNS  | Fred Wacker             | Gordini      | –      | –          | –     | –                |

## WM-Stand nach dem Rennen
Die ersten fünf bekamen 8, 6, 4, 3 bzw. 2 Punkte; einen Punkt gab es für die schnellste Runde. Es zählten nur die vier besten Ergebnisse aus acht Rennen.

### Fahrerwertung
| Pos. | Fahrer                  | Konstrukteur | Punkte |
| ---- | ----------------------- | ------------ | ------ |
| 01   | Alberto Ascari          | Ferrari      | 17     |
| 02   | Bill Vukovich           | Kurtis Kraft | 9      |
| 03   | Luigi Villoresi         | Ferrari      | 7      |
| 04   | Giuseppe Farina         | Ferrari      | 6      |
| 05   | Art Cross               | Kurtis Kraft | 6      |
| 06   | José Froilán González   | Maserati     | 6      |
| 07   | Mike Hawthorn           | Ferrari      | 6      |
| 08   | Felice Bonetto          | Maserati     | 2      |
| 09   | Oscar Gálvez            | Maserati     | 2      |
| 10   | Sam Hanks               | Kurtis Kraft | 2      |
| 11   | Duane Carter            | Kurtis Kraft | 2      |
| 12   | Jack McGrath            | Kurtis Kraft | 2      |
| 13   | Emmanuel de Graffenried | Maserati     | 2      |
| 14   | Fred Agabashian         | Kurtis Kraft | 1,5    |
| 15   | Paul Russo              | Kurtis Kraft | 1,5    |
| 16   | Maurice Trintignant     | Gordini      | 0      |
| 17   | Jean Behra              | Gordini      | 0      |

| Pos. | Fahrer              | Konstrukteur  | Punkte |
| ---- | ------------------- | ------------- | ------ |
| 18   | Louis Rosier        | Ferrari       | 0      |
| 19   | Harry Schell        | Gordini       | 0      |
| 20   | John Barber         | Cooper        | 0      |
| 21   | Peter Collins       | H.W.M.        | 0      |
| 22   | Stirling Moss       | Connaught     | 0      |
| 23   | Alan Brown          | Cooper        | 0      |
| –    | Robert Manzon       | Gordini       | 0      |
| –    | Juan Manuel Fangio  | Maserati      | 0      |
| –    | Carlos Menditéguy   | Gordini       | 0      |
| –    | Adolfo Schwelm-Cruz | Cooper        | 0      |
| –    | Pablo Birger        | Simca-Gordini | 0      |
| –    | Kenneth McAlpine    | Connaught     | 0      |
| –    | Johnny Claes        | Connaught     | 0      |
| –    | Roberto Mieres      | Gordini       | 0      |
| –    | Ken Wharton         | Cooper        | 0      |
| –    | Roy Salvadori       | Connaught     | 0      |
| –    | Lance Macklin       | H.W.M.        | 0      |